# Hyaleina
Hyaleina es un género de foraminífero bentónico considerado un sinónimo posterior de Fissurina de la Subfamilia Ellipsolageninae, de la Familia Ellipsolagenidae, de la Superfamilia Polymorphinoidea, del Suborden Lagenina y del Orden Lagenida. Su especie-tipo era Fissurina laevigata. Su rango cronoestratigráfico abarcaba desde el Carbonífero hasta el Pérmico.

## Discusión
Clasificaciones previas incluían Hyaleina en la Superfamilia Nodosarioidea.

## Clasificación
Hyaleina incluía a la siguiente especie:
- Hyaleina laevigata †